# Леб'яже (Частоозерський округ)
Леб'я́же (рос. Лебяжье) — присілок у складі Частоозерського округу Курганської області, Росія.
Населення — 58 осіб (2010, 172 у 2002).
Національний склад станом на 2002 рік:
- росіяни — 99 %